# TORU
TORU（トール）は、日本の漫画家・イラストレーター。

## 略歴
月刊サムソン1999年2月号・4月号に連載していた『せんぱい。』(KUMAGORO)を読んだことをきっかけに投稿を始める。
『SAMSON』や『G-men』といったゲイ雑誌で作品を発表していた。現在はゲイ動画配信サイト「HUNK CHANNEL」のコミックチャンネルで作品が配信されている。本業とは別に、2003年から大阪市でゲイバー「ぽかぽか屋」のマスターとしても活動している。

## 作風
ゲイ漫画では鮮明で劇画調の作風が好まれる中、非常に柔らかい筆致で子供時代の思い出と言った望郷的な作品や幻想的な漫画作品を描き、読者からの人気も高くゲイ漫画界でも独自の立場で活動する。
『G-men』では、特徴である柔らかい画質でハードなプレイを行うアダルトイラストが掲載されていたが、作風故に何処かほのぼの感が漂う。

## 作品
- やっちとがんちゃん
- 停車場
- OUR HOUSE
- 枳の花
- 轍 WADACHI
- TORU短編集01 FLOWER BASKET
- TORU短編集02 POKA 2
- TORU短編集03 あの日の笑顔のように
- ZUBOSHI
- 大きくなったら（短編「勝手にお父さん」収録）